# Küssenberg
Das Natur- und Landschaftsschutzgebiet Küssenberg liegt auf dem Gebiet der Gemeinde Küssaberg im Landkreis Waldshut in Baden-Württemberg. Es wurde am 1. Februar 2024 vom Regierungspräsidium Freiburg durch Verordnung ausgewiesen.

## Lage und Beschreibung
Das insgesamt 235 Hektar große Gebiet umfasst den sogenannten Schlossberg nördlich von Küßnach und östlich von Bechtersbohl. Es besteht aus einem 207,4 ha großen Naturschutzgebiet und einem 27,6 ha großen dienenden Landschaftsschutzgebiet. Das Gebiet gehört zum Naturraum Alb-Wutach-Gebiet und liegt überwiegend im Landschaftsschutzgebiet Hochrhein-Klettgau und im FFH-Gebiet Klettgaurücken.
Der Landschaftscharakter ist von einem kleinstrukturierten Mosaik aus Waldflächen, überwiegend mageren Wiesen und Weiden, Streuobstbeständen, Feldhecken und Feldgehölzen geprägt. Wertgebende Strukturen sind auch die strukturreichen Waldränder, ehemalige Bohnerzgruben und die Mauerreste der Küssaburg.

## Schutzzweck
Schutzzweck des Naturschutzgebiets ist laut Verordnung „die Erhaltung, Pflege und Entwicklung des Gebiets als
1. großes, zusammenhängendes Mosaik unterschiedlicher, überwiegend magerer und artenreicher Grünlandgesellschaften mit ihren staudenreichen Säumen und Übergängen zu naturnahen, teils lichten Wald- und Gebüschgesellschaften mit hohen Alt- und Totholzanteilen;
2. Zeugnis einer strukturreichen und landschaftsprägenden Streuobstkultur mit den dafür typischen hochstämmigen Obstbäumen und mit einer außerordentlich vielfältigen und in ihrer Zusammensetzung inzwischen landesweit seltenen Brutvogelgemeinschaft;
3. Lebensraum landesweit bedeutsamer Orchideenvorkommen;
4. Lebensraum zahlreicher gefährdeter, zum Teil vom Aussterben bedrohter Tier- und Pflanzenarten, die auf eine hohe Strukturvielfalt der offenen und halboffenen Magerrasen, Wiesen, Weiden, Streuobstbestände in Verbindung mit lichten und strukturreichen Wäldern angewiesen sind, z. B. Fledermaus-, Vogel-, Schmetterlings und Wildbienenarten;
5. abwechslungsreiche und regionaltypische Kulturlandschaft von besonderer Eigenart und Schönheit;
6. Objekt für Wissenschaft, Forschung und Landeskunde.“

Zudem gilt die Erhaltung und Entwicklung der im Gebiet vorkommenden Lebensräume und Lebensstätten der FFH-Richtlinie als Schutzzweck des Gebiets.

## Geschichte
Das ehemalige Naturschutzgebiet Küssaberg wurde bereits am 27. Juni 1941 ausgewiesen, das ehemalige Naturschutzgebiet Orchideenwiese Küßnach am 31. Januar 1962. Beide wurden mit der Neuverordnung aufgelöst und in das neue Naturschutzgebiet integriert.